# 寧晋県
寧晋県（ねいしん-けん）は中華人民共和国河北省邢台市に位置する県。

## 歴史
前漢に設置された楊氏県及び廮陶県を前身とする。太康年間に西晋より楊氏県が廮陶県に編入されたが、529年（永安2年）に北魏により廮陶県より廮遥県が分割設置、北斉により廮陶県が廮遥県に編入された。
586年（開皇6年）に隋代は廮遥県を廮陶県と改称され、742年（天宝元年）に唐代により寧晋県と改称され現在に至る。

## 行政区画
- 街道:寧北街道
- 鎮:鳳凰鎮、河渠鎮、北河荘鎮、耿荘橋鎮、東汪鎮、賈家口鎮、四芝蘭鎮、大陸村鎮、蘇家荘鎮、換馬店鎮、唐邱鎮、大曹荘鎮、侯口鎮、紀昌荘鎮
- 郷:北魚郷、徐家河郷